# Honorius von Amiens

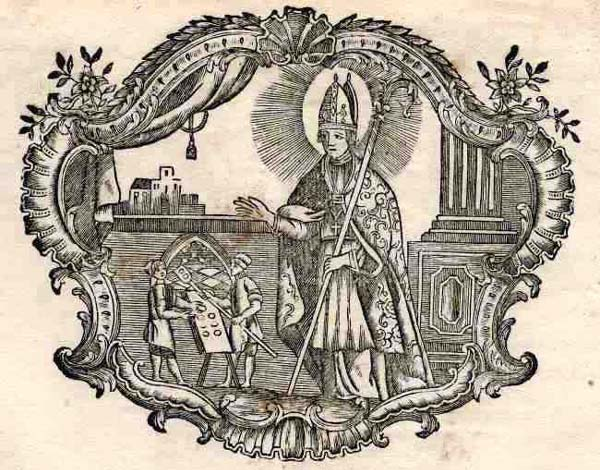
Honorius von Amiens segnet Bäcker

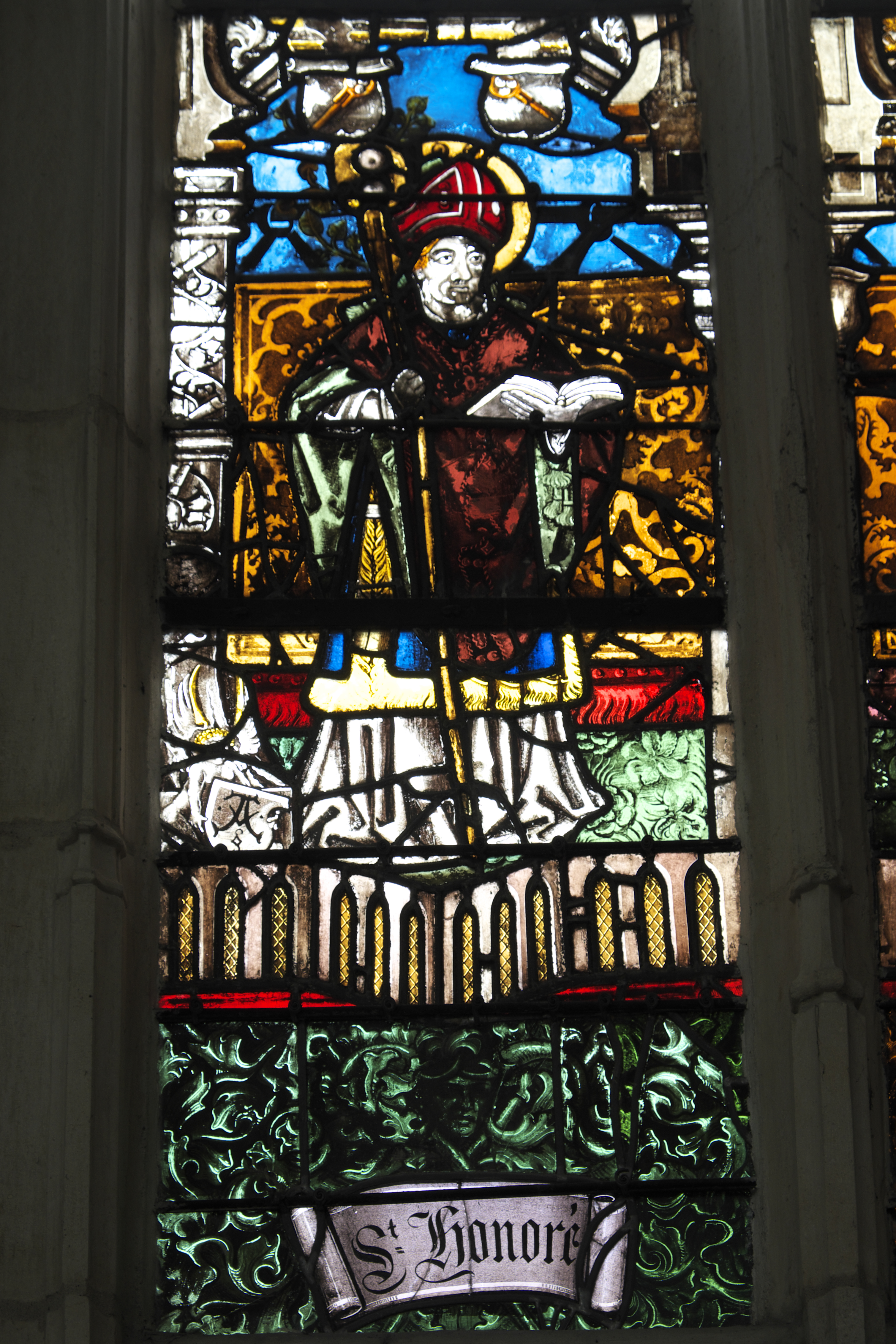
Honorius von Amiens auf einem Bleiglasfenster in der Kirche Saint-Nicolas-de-Port (um 1518)

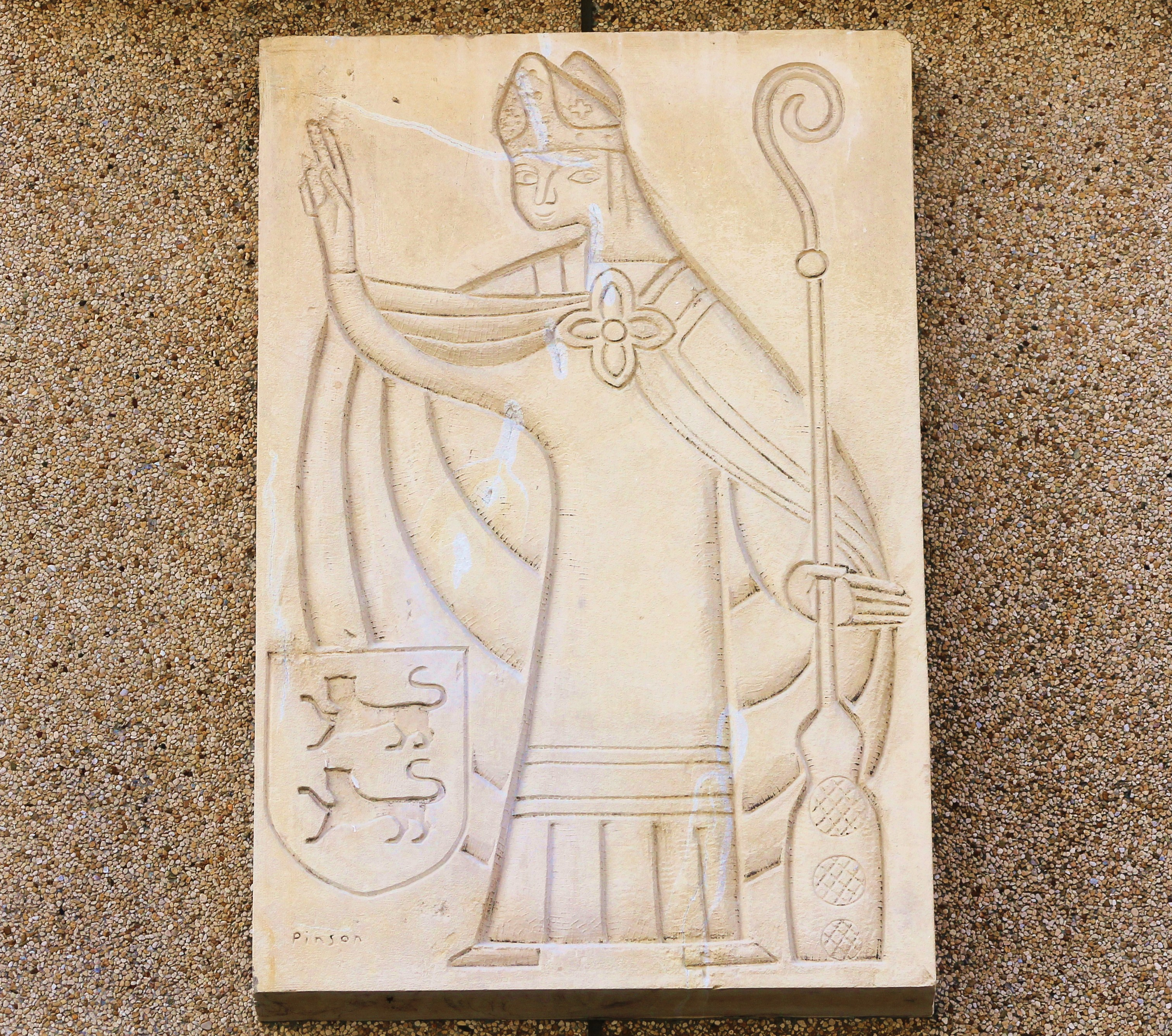
Honoriusrelief in Caen. Bischofsstab kombiniert mit Brotschaufel.

Honorius von Amiens, manchmal auch Honoratus von Amiens (* Port-le-Grand, Ponthieu; † 16. Mai, ca. 600) ist ein Heiliger der Katholischen Kirche und Schutzpatron der Bäcker. Er war der achte Bischof von Amiens. Sein Gedenktag ist der 16. Mai, sein Attribut die Brotschaufel.

## Leben
Honorius wurde als Spross einer adligen Familie nahe Amiens geboren. Von Kindheit an soll er sich durch seine Tugendhaftigkeit ausgezeichnet haben. Ausgebildet wurde Honorius von seinem Vorgänger im Amt des Bischofs von Amiens, Beatus von Amiens. Als Honorius zum Bischof von Amiens ernannt werden sollte, lehnte er zunächst ab, da er sich dieses Amtes nicht würdig fühlte. Der Überlieferung zufolge wurde Honorius daraufhin von einem göttlichen Lichtstrahl am Kopf getroffen, der Gottes Einverständnis mit der Ernennung anzeigte. Zudem soll heiliges Öl unbekannter Herkunft auf seiner Stirn erschienen sein.
Einer Legende zufolge soll, als die Nachricht von Honorius Ernennung zum Bischof in seinem Heimatort bekannt wurde, sein ehemaliges Kindermädchen nicht daran geglaubt haben, dass er tatsächlich in dieses Amt berufen wurde. Da sie gerade Brot backte, ließ sie verlauten, dass sie die Nachricht nur dann für wahr halten würde, wenn der Brotschieber, den sie benutzte, Wurzeln schlagen und sich in einen Baum verwandeln würde. Als sie das Werkzeug daraufhin auf dem Boden abstellte, verwandelte es sich umgehend in einen Brombeerstrauch, der blühte und Früchte trug. Der wundersame Strauch wurde noch im 16. Jahrhundert Besuchern des Ortes gezeigt.
Während seiner Amtszeit als Bischof entdeckte Honorius die Reliquien der Heiligen Victoricus, Fuscian und Gentian, die für 300 Jahre verschollen gewesen waren.

## Verehrung als Heiliger
Honorius wurde überall in Frankreich verehrt, nachdem sich bei der Exhumierung seines Leichnams im Jahre 1060 mehrere Wunder ereignet haben sollen.
Seine Reliquien wurden insbesondere zur Verhütung von Dürren angebetet. In einem Fall soll Bischof Guy von Amiens bei Auftreten einer Trockenheit angeordnet haben, eine Urne mit den Überresten Honorius’ in einer Prozession um die Stadtmauern zu tragen. Bald danach soll der erwünschte Regen eingesetzt haben.
Im Jahr 1202 überschrieb der Bäcker Renaud Cherins etwas Land an die Stadt Paris, damit dort eine Kapelle zu Ehren des Honorius errichtet werden konnte. Diese Kapelle wurde bald zu einer der prächtigsten der Stadt. Im Jahr 1400 gründeten die Bäcker von Paris in der Kirche St. Honorius ihre Zunft und begingen von nun am 16. Mai den Gedenktag des heiligen Honorius, was zur weiteren Verbreitung seiner Verehrung beitrug.
Ludwig XIV. ordnete 1659 an, dass jeder Bäcker das Fest des heiligen Honorius beachten sollte.

## Verschiedenes
Honorius ist der Schutzpatron der 1306 gegründeten Kartause von Abbeville.
Nach Honorius sind die Saint-Honoré-Torte, die Rue du Faubourg Saint-Honoré und die Rue Saint-Honoré benannt.
Eine Statue des Honorius befindet sich am Tor der Kathedrale von Amiens.